# EMD GT18MC
A GT18MC é uma locomotiva diesel-elétrica fabricada pela Electro-Motive Diesel. foram compradas pela América Latina Logística da Spoornet da África do Sul, em 1999. Inicialmente essas locomotivas foram importadas para o Brasil com o objetivo de serem locadas, mas acabaram sendo incorporadas a ALL.